# أبو دفية
قرية أبو دفية هي إحدى القرى التابعة لمركز أطسا في محافظة الفيوم في جمهورية مصر العربية. حسب إحصاءات سنة 2006، بلغ إجمالي السكان في أبو دفية 3914 نسمة، منهم 2058 رجلا و1856 امرأة.